# Knardrups kloster
Knardrups kloster (danska: Knardrup Kloster) eller Monasterium regalis curie in Knarrethorp var ett kloster under cisterciensorden, som låg lite söder om Ganløse i Ganløse Sogn, söder om en liten sjö kallad Kirkesøen, väster om landsvägen från Ganløse till landsbyn Knardrup i nuvarande Egedals kommun, nordväst om Köpenhamn på Själland. 
Den ursprungliga herregården tillhörde en gren av Hvideätten, men övertogs av kungen under de oroliga tiderna efter mordet på Erik Klipping år 1286 och var därefter kungsgård. Den skänktes till cistercienserna av Kristofer II ihop med en del jordegods. Klostret stiftades under 1320-talet och är ett av de yngsta cistercienserklostren i Danmark. Det var ett dotterkloster till Sorø kloster, varifrån det kom 40 munkar. Knardrups kloster hade en orolig levnad och utsattes för flera plundringar. Det betänktes i flera testamenten, såsom 1398, 1503 och 1529 och hade gods i både Ølstykke-, Sokkelund- och Slagelse härader.
Efter reformationen i Danmark överlämnades klostret 1539 av Kristian III till Köpenhamns universitet med ett gåvobrev. År 1561 blev det mageskiftat till kung Fredrik II, men byggnaderna förföll, och materialet användes i andra sammanhang, troligen delvis till Frederiksborgs slott.
Utgrävningar 1936 och 1940 vid den nuvarande gården avslöjade rester av både Hvidesläktens gamla herregård och en klosteranläggning med en kyrka på 31 x 10 meter.